# 異極鉱
異極鉱（いきょくこう、hemimorphite、ヘミモルファイト）は鉱物（ケイ酸塩鉱物）の一種。世界中に広く分布している。酸化帯に形成される。化学組成は Zn4Si2O7(OH)2・H2O。斜方晶系。
将棋の駒のような五角形の結晶になるのが特徴で、結晶の両端の形状が異なる（異極晶（hemimorphic crystal））ことから命名された。ただし、結晶の他に、球状の集合体になることも多い。
菱亜鉛鉱と間違われることが多く、かつては共にカラミンと呼ばれて亜鉛の原料や医薬品として用いられた。希塩酸の中に入れるか、ブラックライトを当てると見分けられる。希塩酸の中に入れると異極鉱は泡を出さずに溶け、それに対して菱亜鉛鉱は炭酸ガスを出して溶ける。また、ブラックライトを当てると、異極鉱は蛍光しないが、菱亜鉛鉱はピンク色に蛍光する。

## 産出する場所
日本では岐阜県の神岡鉱山が有名である。産出量が多い。また、大分県の木浦鉱山からは褐鉄鉱の母岩についた無色の結晶群が産出する。外国では、アメリカのネバダ州、カリフォルニア州が有名。産出量が多い国としてはイタリアのサルデーニャ島など。また、メキシコではマピニやサンタエウラリアで日本の大分県と同じく無色の結晶群が褐鉄鉱の母岩についた状態で産出する。